# Penang (isola)
L'isola di Penang (in lingua malay: Pulau Pinang) si trova nella zona settentrionale dello stretto di Malacca e fa parte dello Stato federato di Penang, nella zona nord-ovest della Malaysia Peninsulare. È collegata alla penisola Malese da due ponti sullo stretto di Penang, la cui ampiezza minima è di circa 4 km.
Gli abitanti dell'isola erano 722 384 nel censimento del 2010, circa il 46% della popolazione dello Stato federato di Penang. La città principale è George Town, che si trova nella parte nord-orientale dell'isola ed è una delle città più popolate della Malaysia.